# Diplocoelus opacior
Diplocoelus opacior is een keversoort uit de familie houtskoolzwamkevers (Biphyllidae). De wetenschappelijke naam van de soort werd in 1903 gepubliceerd door Thomas Blackburn.